# Chamaeza mollissima
Chamaeza mollissima е вид птица от семейство Formicariidae.

## Разпространение
Видът е разпространен в Боливия, Колумбия, Еквадор и Перу.